# Mouazé
Mouazé (auf Gallo „Móazae“, auf Bretonisch „Moezeg“) ist eine französische Gemeinde im Département Ille-et-Vilaine in der Region Bretagne. Sie gehört zum Arrondissement Rennes und zum Kanton Val-Couesnon. 

## Lage
Die Gemeinde Mouazé liegt 16 Kilometer nordnordöstlich des Stadtzentrums von Rennes an den mäandrierenden Flüssen Ille und Illet. Sie grenzt im Norden an Saint-Aubin-d’Aubigné, im Osten an Chasné-sur-Illet und Saint-Sulpice-la-Forêt, im Süden an Betton und im Westen an Chevaigné. Das besiedelte Gebiet liegt ungefähr auf 60 Metern über Meereshöhe.

## Bevölkerungsentwicklung
| Jahr                       | 1962 | 1968 | 1975 | 1982 | 1990 | 1999 | 2008 | 2013 | 2020 |
| Einwohner                  | 405  | 388  | 553  | 723  | 809  | 917  | 980  | 1212 | 1761 |
| Quellen: Cassini und INSEE |      |      |      |      |      |      |      |      |      |

## Sehenswürdigkeiten

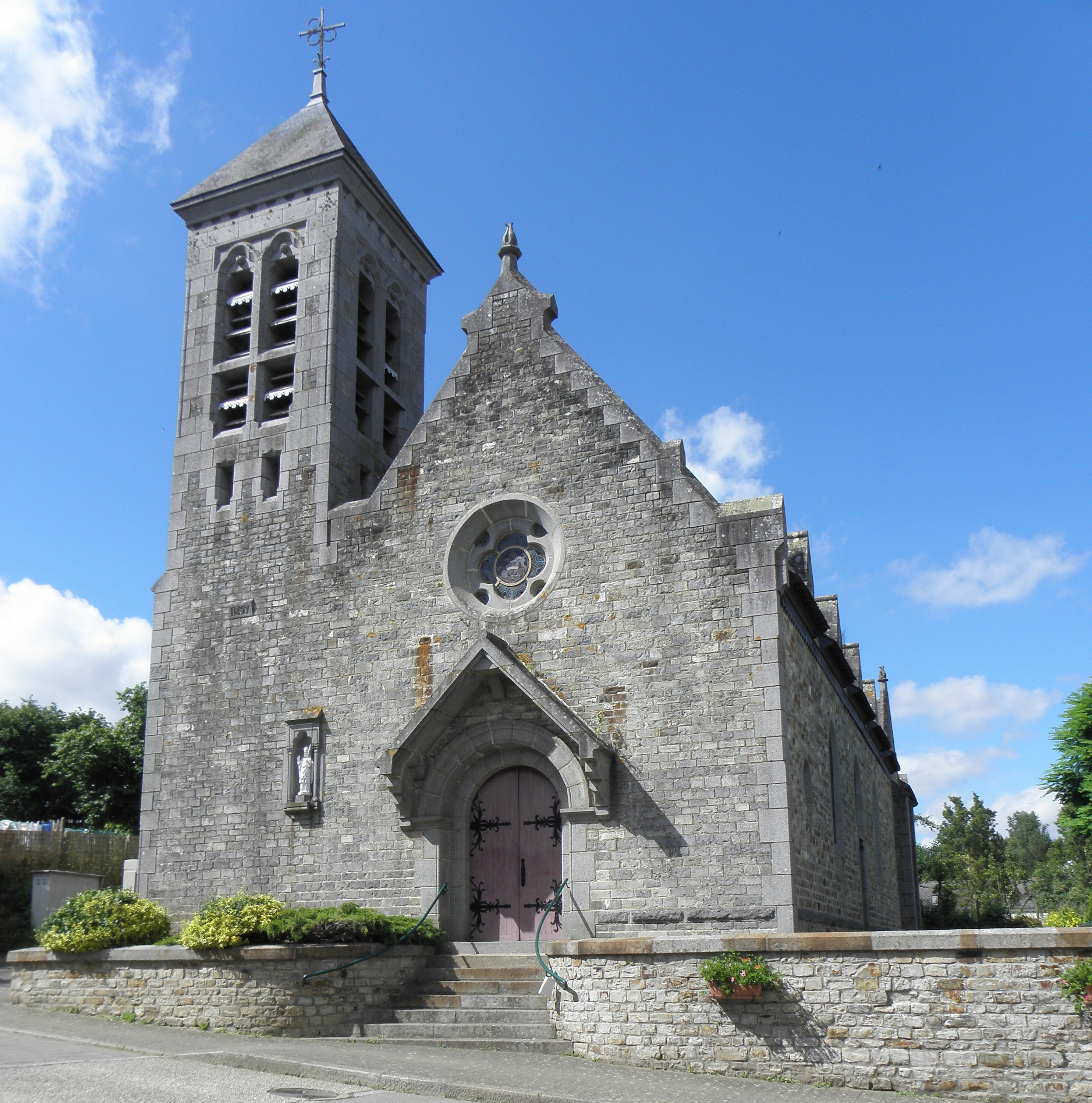
Kirche Saint-Melaine
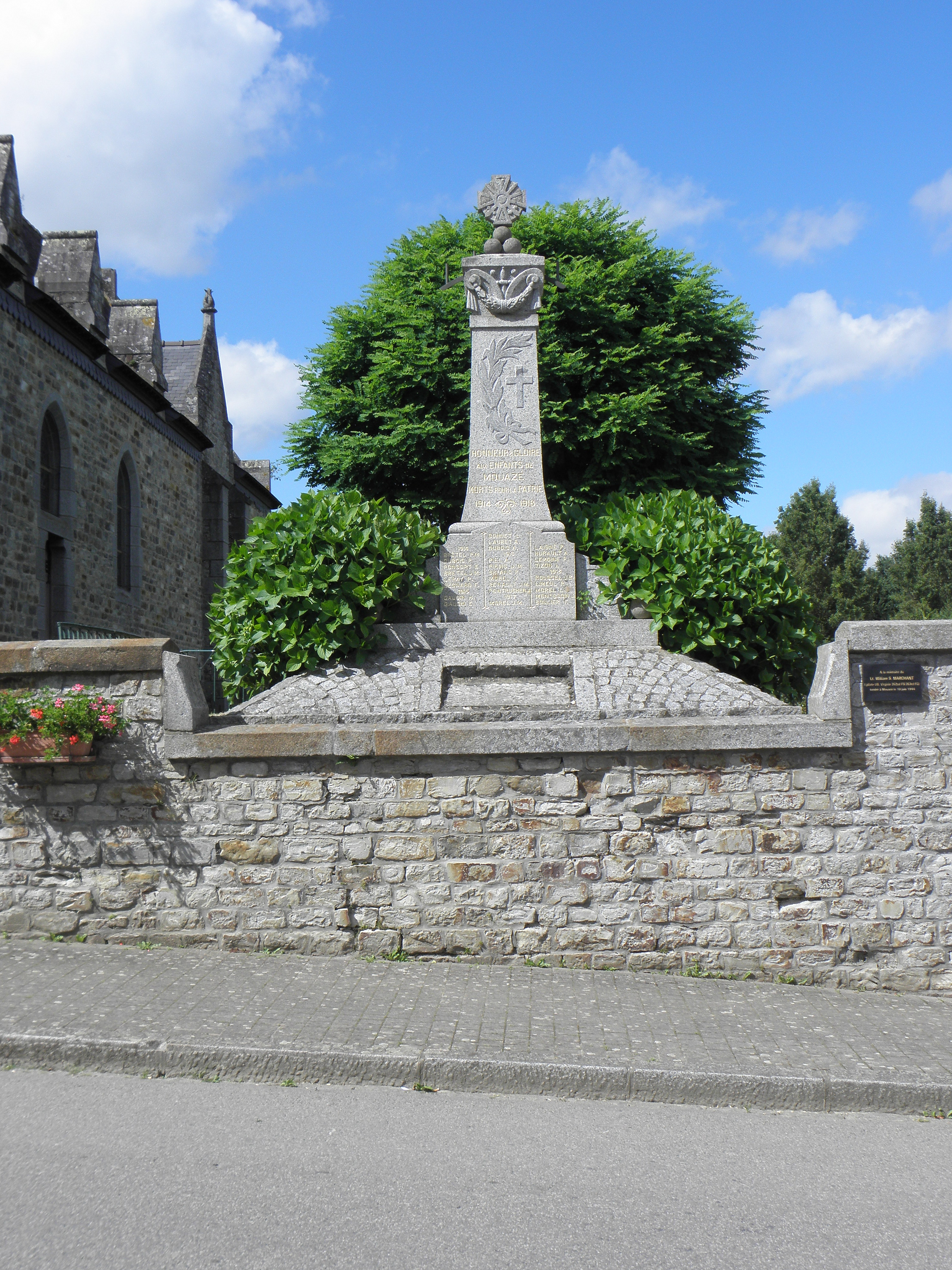
Gefallenendenkmal

- Kirche Saint-Melaine
- Gefallenendenkmal